# Pomník Josefa II. (Brno)
Pomník Josefa II. v Brně je zaniklý monumentální pomník, který stával před Německým domem na dnešním Moravském náměstí.

## Vznik pomníku
Císař Josef II. byl liberální měšťanskou společností 2. poloviny 19. století chápán jako velká osobnost, která se zasloužila o překonání pozůstatků nevolnictví a konfesní nesnášenlivosti. Požíval také velké popularity v širokých vrstvách společnosti a to alespoň z počátku napříč jednotlivými národy monarchie. Myšlenka na zřízení pomníku císaři Josefu II. se v Brně rodí po polovině 19. století. Roku 1880 byl oficiálně založen Spolek Kaiser Josef-Denkmal-Verein. Do spolku houfně vstupovali jak jednotlivci, tak i celé organizace. Ještě roku 1880 měl přes 200 členů, často významných osobností města. Předsedou spolku byl brněnský starosta Gustav Winterholler. Hlavním úkolem spolku bylo shromáždit dostatečnou hotovost nutnou k výstavbě důstojného pomníku. Prostředky byly vybírány formou dobrovolných příspěvků řádných a přispívajících členů spolku. Velkými dárci byl např. magistrát města, První moravská spořitelna a řada spolků, výlučně však německých. V závěru 80. let 19. století nabyla již peněžní sbírka takového rozsahu, že bylo možno přistoupit k zadání práce.

## Pomník a jeho autor

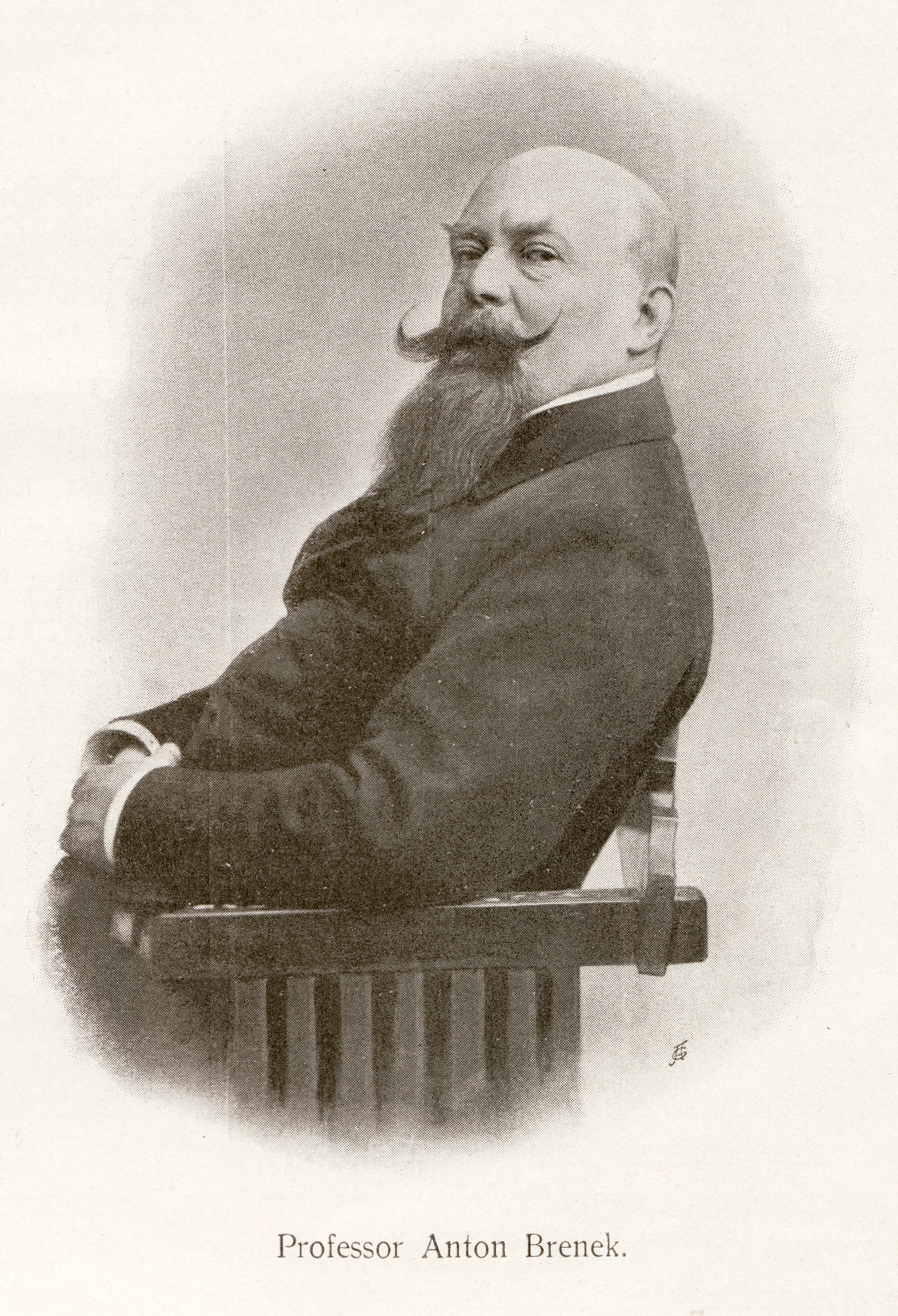
Autor pomníku Anton Brenek

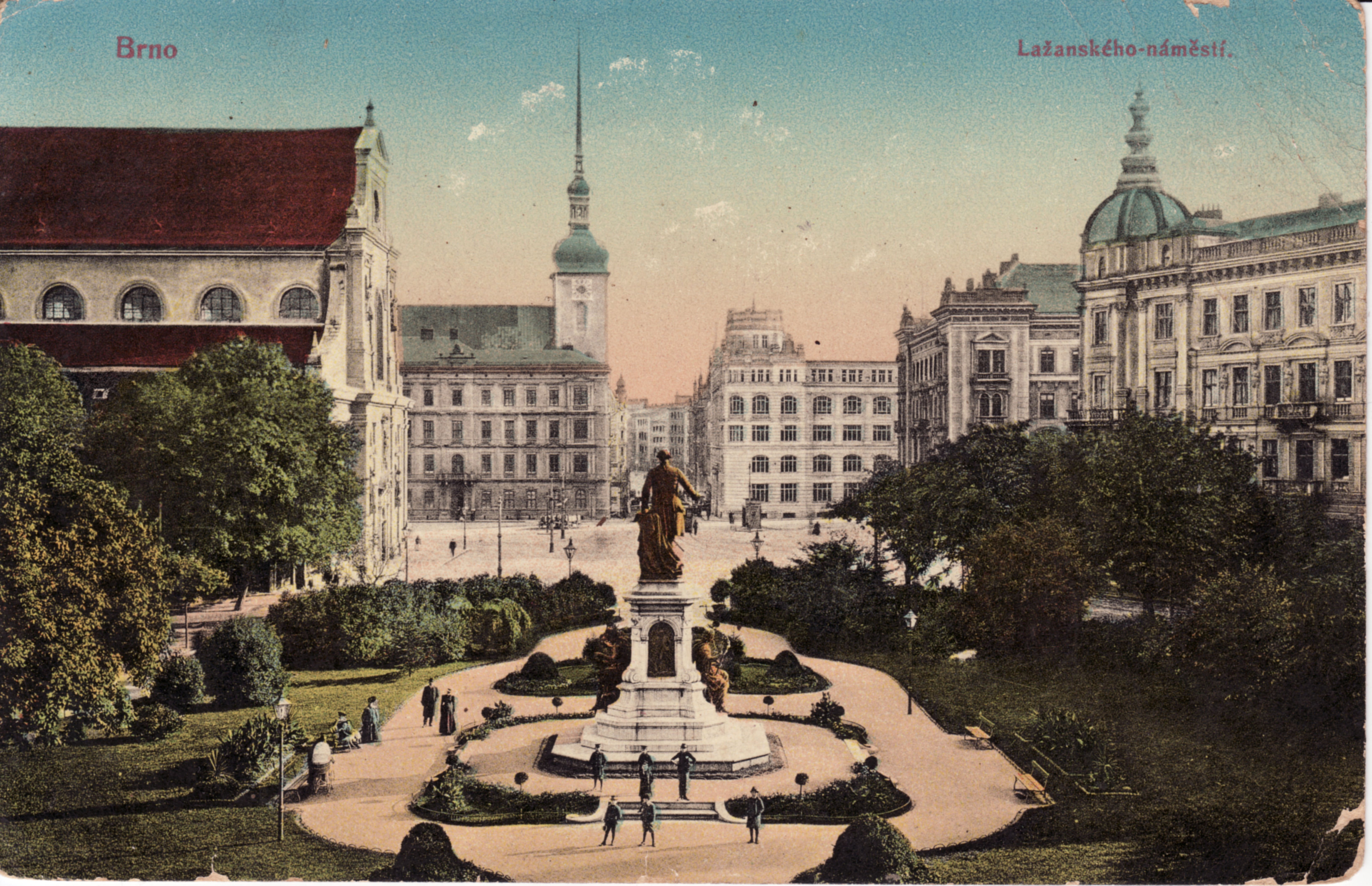
Pohled na Lažanského náměstí s pomníkem císaře Josefa II.

Roku 1889 byla vypsána soutěž na ztvárnění pomníku císaře Josefa II. Zadání bylo samozřejmě[zdroj?] omezeno pouze na sochaře německé národnosti a kladlo si několik podmínek: Pomník měl být navržen s ohledem na místo, kde má být umístěn - tj. na prostranství před Německým domem na Lažanského náměstí (dnešní Moravské náměstí), podstavec měl nést sochu Josefa II. v historickém oděvu a celek pomníku měl symbolizovat rozmach průmyslu a zemědělství a udělení náboženské svobody za Josefa II. Mezinárodní porota, která hodnotila množství návrhů provedených jako sádrové modely, udělila první cenu sochaři Antonu Brenekovi, brněnskému Němci působícímu ve Vídni, za návrh pomníku nesoucí motto „Humanitas“. Více než rok trvaly přípravné práce. Na jaře roku 1892 mohlo být přistoupeno ke stavbě pomníku. Vzhledem k tomu, že všechny části, jak kamenný podstavec, tak i bronzové sochy a reliéfy byly vytvořeny ve Vídni, bylo je třeba do Brna transportovat vlakem. Poté byl pomník kompletován na místě. Jeho základ byl založen na 9 metrů hlubokém výkopu, vyzděném cihlami. Samotný podstavec byl umístěn na čtvercové terase přístupné ze všech stran dvěma stupni s volutami a šnekovitými ozdobami. Na ní umístěný monumentální podstavec pomníku přebíral tvar terasy, jeho nejnižší stupeň byl dlouhý 6,65 m, vysoký byl 6,1 m. Podstavec byl vyroben ze světlešedého sterzingerského mramoru. Na čelní straně podstavce byla umístěna deska s nápisem „Kaiser Josef II. Die Deutschen Mährens 1892“, zadní stranu zdobil reliéfně zpracovaný výjev známé scény orajícího Josefa II. u Slavíkovic. Po stranách podstavce spočívaly dvě sochy. Vlevo mužská postava jako personifikace obchodu a po pravé straně postava ženy jako ztvárnění průmyslu. Takto zdobený a monumentální podstavec nesl bronzovou sochu Josefa II. Socha císaře měří 3,7 m a váží přibližně 800 kg. Jeho postava je ztvárněna v dobovém oděvu, v nakročeném postoji se zdviženou pravicí. V levé ruce je patrná listina, který má symbolizovat řadu panovníkových převratných výnosů. Předlohou k tomuto ztvárnění byly dobové portréty Josefa II. z 2. pol. 18. století. Sochař Anton Brenek vytvořil pomníkem Josefa II. v Brně svoji nejvýznamnější a nejmonumentálnější realizaci. Spolu s dalšími pomníky - Winterhollerovým pomníkem a pomníkem Franze Grillparzera (oba v parku na Kolišti) vznikl významný soubor Brenekovy tvorby. Pomník Josefa II. v Brně zasazený do pohledové osy směřující nově proraženou ulicí od Německého domu k náměstí Svobody dal vzniknout významné brněnské dominantě a stavbě, která byla předlohou a inspirací pro řadu dalších, obdobných realizací na Moravě.

## Zánik pomníku

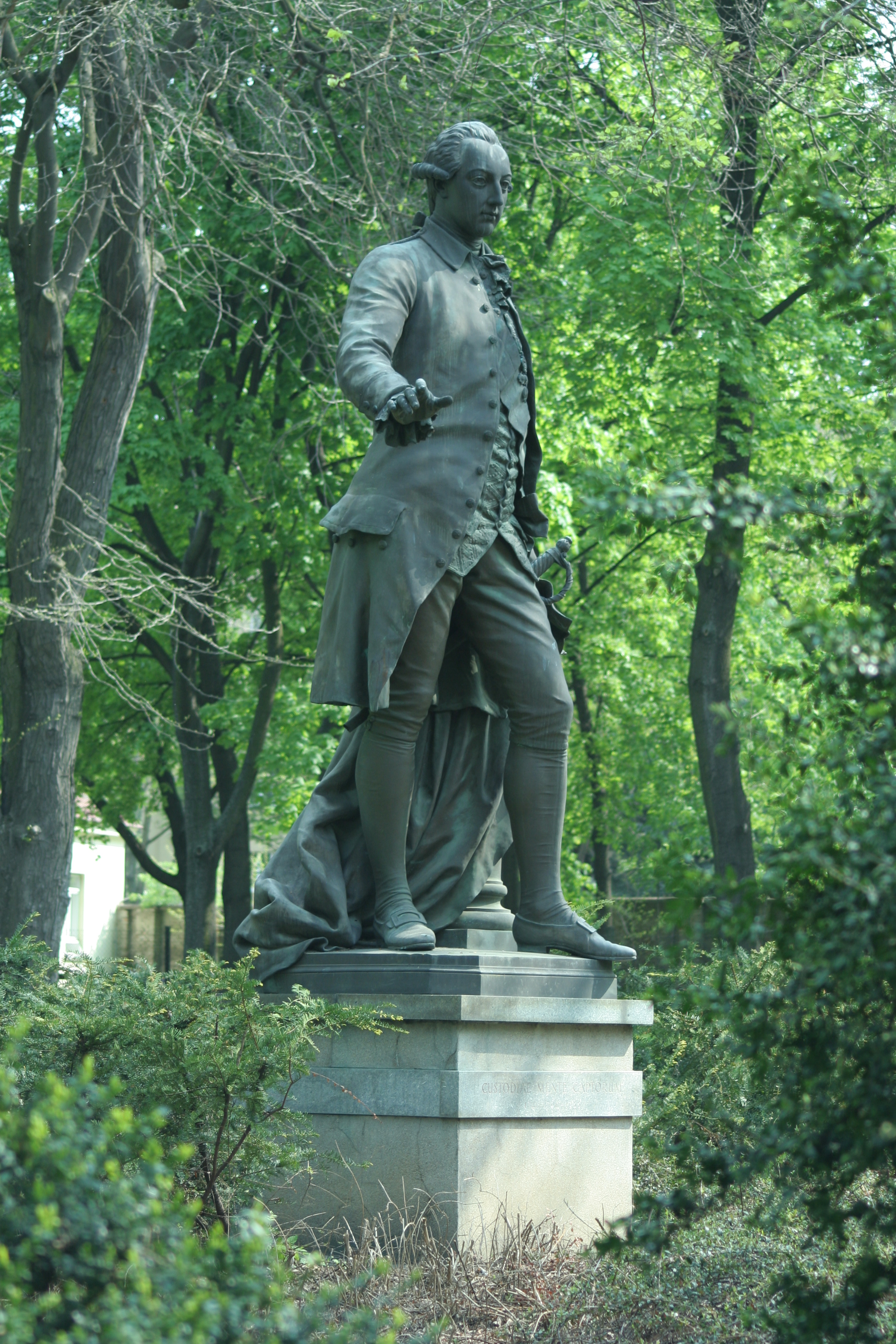
Socha Josefa II. v areálu psychiatrické nemocnice v Brně-Černovicích)

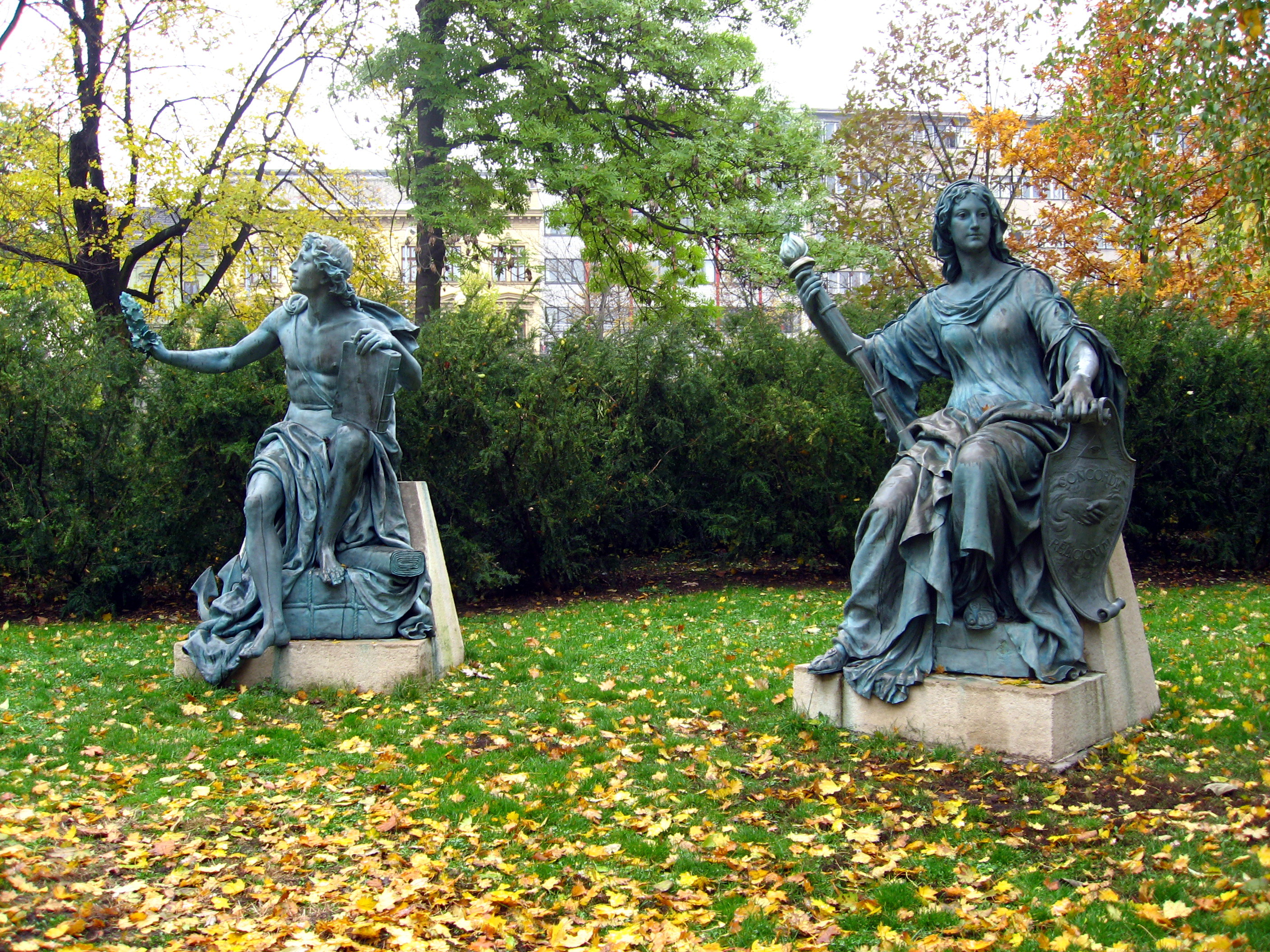
Plastiky Obchod a Tolerance, součást někdejšího pomníku Josefa II. Sochy vytvořil v roce 1892 sochař Anton Brenek

Jako brněnský nejmonumentálnější pomník a zároveň symbol brněnské německé kultury byl pomník trnem v oku českým vlastencům. Při prvním výročí vzniku Československa roku 1919 byl potají v noci stržen skupinkou českých legionářů. Obnovení pomníku bylo v té době již českými úřady znemožněno. Poškozená socha císaře byla odvezena a zakopána v areálu městských jatek na Křenové ulici. Kamenný podstavec byl rozebrán. Znovuobjevena byla socha Josefa II. při stavebních pracích roku 1947. K nálezu přivolaný sochař Vincenc Makovský si ji odvezl na fakultu architektury v Rybářské ulici, kde tehdy působil. Po smrti Makovského roku 1967 sochu převzal akademický sochař Miloš Axman, který ji nabídl technickému muzeu. Muzeum však nabídku odmítlo a socha tak zůstala nadále na zahradě fakulty. O zapomenuté soše se dozvěděl hlavní architekt Ústavu národního zdraví Karel Volavý, kterému se ji podařilo v rámci rekonstrukce Psychiatrické léčebny v Brně-Černovicích roku 1988 umístit do parku tohoto ústavu, kde je dodnes. Sochy představující personifikace průmyslu a obchodu byly řadu let umístěny v parku Denisovy sady. Po jeho rekonstrukci roku 2003 byly umístěny do parku Lužánky. Přes jistou snahu ze strany brněnských Němců obnovit pomník v době protektorátu, nikdy v poválečných dějinách Brna nevznikla iniciativa ke sloučení roztroušených plastik a pietní obnově pomníku.

## Odstraňování pomníků Josefa II. v jiných městech
Pomníky císaře Josefa II. byly po roce 1918 odstraňovány i v jiných českých a moravských městech, jako Kraslice, Opava, Cheb a Liberec a dalších. Odstraňování bylo provázeno nesouhlasem německého obyvatelstva.